# Played on Pepper
Played on Pepper là album thứ ba của ban nhạc soft rock đến từ Đan Mạch Michael Learns to Rock được phát hành vào tháng 8 năm 1995. Các đĩa đơn từ album này là "Someday" và tiếp đó là "That's Why (You Go Away)".

### Danh sách track
| #  | Tựa đề                     | Người soạn nhạc                | Thời lượng |
| -- | -------------------------- | ------------------------------ | ---------- |
| 1  | "Breaking the Rules"       | Jascha Richter                 | 4:21       |
| 2  | "Someday"                  | Jascha Richter                 | 3:51       |
| 3  | "That's Why (You Go Away)" | Jascha Richter                 | 4:11       |
| 4  | "Love Will Never Lie"      | Jascha Richter, Ashley Mulford | 3:34       |
| 5  | "Judgement Day"            | Jascha Richter                 | 3:43       |
| 6  | "Hot to Handle"            | Jascha Richter, Ashley Mulford | 3:23       |
| 7  | "How Many Hours"           | Jascha Richter                 | 4:43       |
| 8  | "You'll Never Know"        | Jascha Richter, Ashley Mulford | 3:33       |
| 9  | "Take Off Your Clothes"    | Jascha Richter                 | 6:31       |
| 10 | "Naked Like the Moon"      | Jascha Richter                 | 3:28       |